# Wildtier

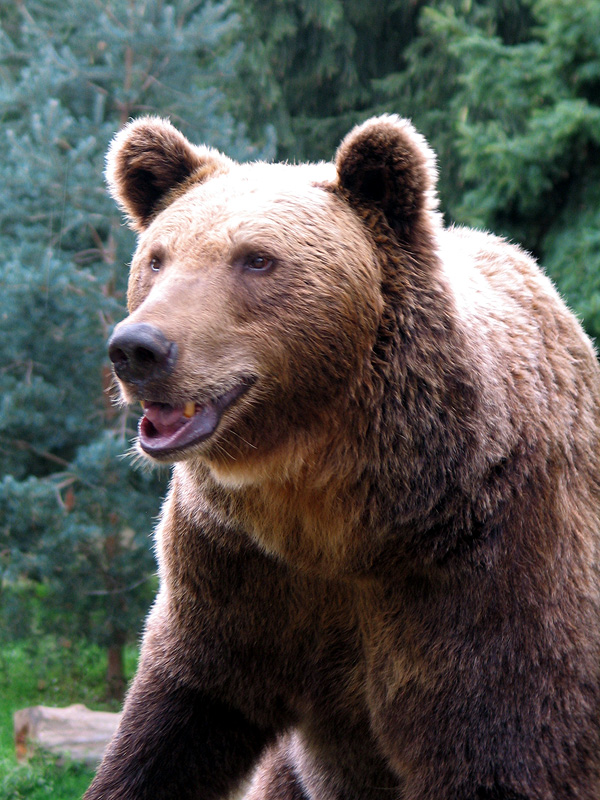
Braunbär in den französischen Pyrenäen

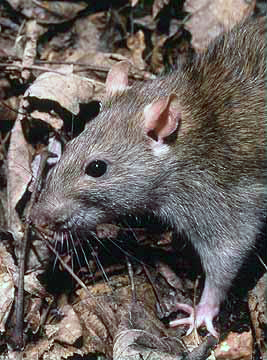
Wanderratte

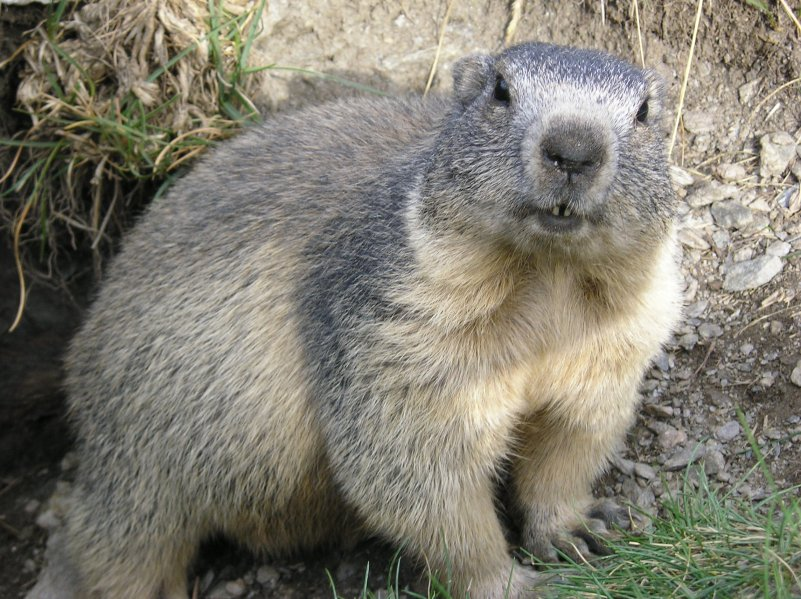
Alpenmurmeltier

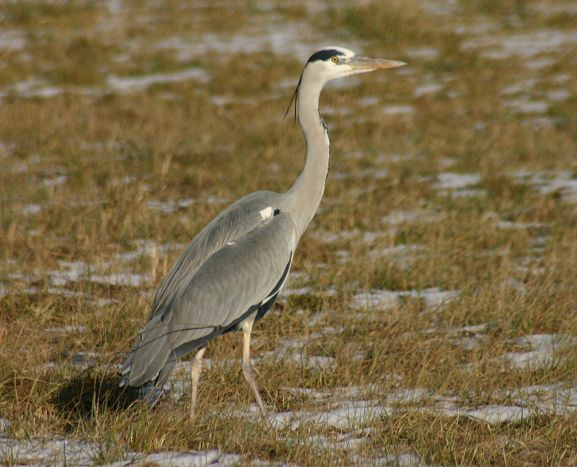
Graureiher

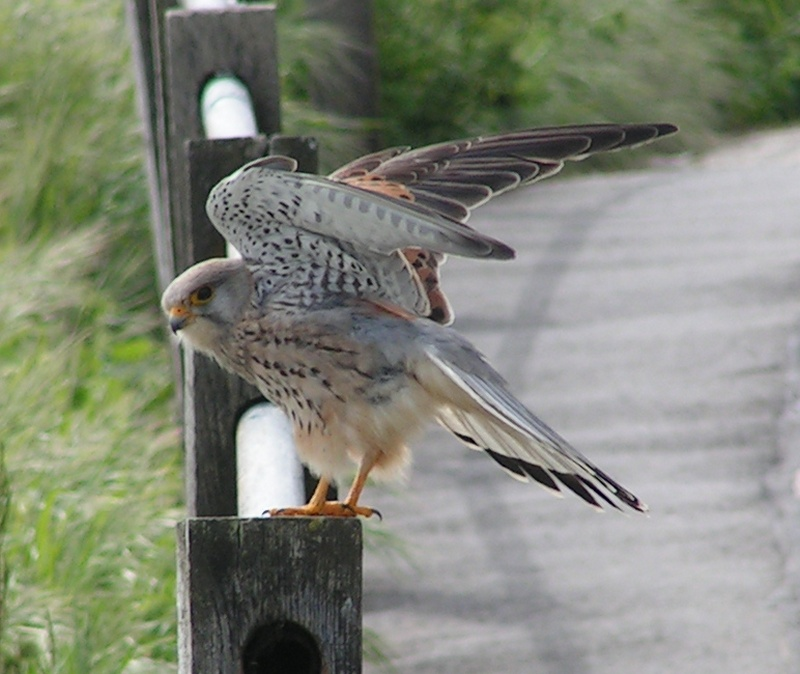
Turmfalke

Ein Wildtier oder wildes Tier ist ein in der Wildnis lebendes Tier, das dem Menschen nicht als Haus-, Nutz- oder Zuchttier dient und somit auch nicht domestiziert ist. In Siedlungsgebieten lebende, in Gebäuden eingenistete oder auch parasitäre Tiere sind Wildtiere, obwohl sie nicht in der eigentlichen Wildnis leben, jedoch den Lebensstil eines Wildtieres beibehalten. Im Grunde kann jedes Tier, abgesehen vom Mensch ein Wildtier sein. Das gleiche Prinzip für Pflanzen stellen die Wildpflanzen dar.
Laut dem Living Planet Report des WWF aus dem Jahr 2024 sind die weltweiten Wildtier-Populationen seit den 1970er-Jahren um durchschnittlich 73 Prozent geschrumpft.

## Zum Begriff
Allgemein dient der Begriff Wildtier zur Charakterisierung von Tieren, die nicht zahm sind. Rechtlich sind „wilde“ Tiere herrenlos (niemand hat Eigentum an ihnen), „solange sie sich in der Freiheit befinden“ („in freier Wildbahn“).
Oft wird im Sprachgebrauch eine Wildtierart den domestizierten Haustierarten gegenübergestellt, so etwa die Wildgänse, zu denen in Europa nicht nur die Graugänse, sondern auch die Kanadagänse gezählt werden, oder die Wildenten, zu denen nicht nur die Stockenten gerechnet werden.
Als echte Wildpferde kann man heute nur die Przewalski-Pferde bezeichnen, im weiteren Sinne wird der Begriff auch für verwilderte Hauspferde (z. B. Mustangs) benutzt – Przewalski-Pferde als Wildtiere gibt es in Europa nicht mehr: Als Wildtiere leben seit einiger Zeit nur einige wenige ausgewilderte Exemplare in der Mongolei.
Der Begriff des Wildtieres schließt zwar das Wild mit ein, ist aber viel umfassender. Unter Wild versteht man ausschließlich Wildtiere, die dem Jagdrecht unterliegen.

## Lebensräume
Fast überall auf der Erde gibt es Wildtiere, dabei leben heute die wenigsten Wildtiere in der Wildnis, also in einer vom Menschen unberührten Natur. Tiere haben jeweils bestimmte Ansprüche an ihren Lebensraum (Nahrung, Möglichkeit der Fortpflanzung, Schutz vor Feinden usw.), die oft auch die von Menschen geprägte Kulturlandschaft in ausreichendem Maß erfüllt. Einige Wildtiere haben sich sogar zu Kulturfolgern entwickelt, z. B. Weißstorch, Mauersegler, Turmfalke und Hausmaus. Andererseits sind durch menschliche Aktivitäten (Landwirtschafts- und Siedlungsflächen) viele Lebensräume zerstört oder zumindest in ihrer Fläche stark reduziert worden. Die Zahl der Wildtiere, die auf Grund ihrer besonderen Bedürfnisse nicht ausweichen können, wird sich in gleichem Maße verkleinern.

## Beziehung zum Menschen
Viele Wildtiere bereichern allein durch ihr Vorhandensein die Umgebung der Menschen (Naturerlebnis), z. B. Singvögel durch ihren Gesang.
Trotzdem gestaltet sich die Beziehung zwischen Mensch und Wildtier nicht immer unproblematisch:
- Einige Wildtiere verursachen Schäden, meist beim Nahrungserwerb (z. B. Ratten, Mäuse, Rotfuchs, Rotwild, Habicht, Graureiher, Borkenkäfer). Wildtiere werden deshalb zum Teil nicht geduldet, sondern vergrämt oder getötet.
- Es kommt immer wieder zu Verkehrsunfällen im Zusammenhang mit Wildtieren (Wildunfall).
- Größere Raubtiere stellen eine Gefahr für Menschen und ihre Haustiere dar.
- Einige Tiere übertragen Krankheiten (Fuchsbandwurm, Tollwut, Malaria).
- Landwirtschaftliche und forstwirtschaftliche Nutzung der Landschaft sind heute vielfach durch Monokulturen geprägt. Diese ausgeräumte Landschaft bietet die gewünschten Komponenten nur unzureichend und nur für sehr wenige Arten. Manche Arten profitieren allerdings davon, z. B. Wildschweine. Günstiger für viele Tierarten wären reich strukturierte Landschaften.
- In der modernen Landwirtschaft werden chemische Hilfsmittel (Dünger, Pestizide, Herbizide) verwendet, die sich über die Nahrungskette in Wildtieren anreichern und diese schädigen. Hinzu kommen noch Umweltgifte aus Industrie und Abfallentsorgung (Gewässerverschmutzung).
- Der Lebensraum vieler Wildtiere wird zu Freizeitaktivitäten genutzt. Störungsempfindliche Tiere ziehen sich von dort zurück.
- Viele Tiere werden auf Verkehrswegen, an Hochspannungsleitungen, Windanlagen und verspiegelten Fassaden, die quer zu ihren Lebensräumen verlaufen, getötet.
- Kulturlandschaften verändern sich oft sehr rasch; nicht alle Arten können sich darauf einstellen. Andere werden zu Kulturfolgern.
- Wildtiere sind traditionell Nahrungs- und Rohstofflieferanten (Jagd und Fischerei).

## Management
Das Wildtiermanagement umfasst alle Maßnahmen, die Konflikte rund um Wildtiere lösen sollen. Wildtiermanager werden vor allem tätig bei Wiederansiedlungen von verschwundenen Arten (Braunbär, Wolf, Luchs, Biber). Durch Aufklärungsarbeit soll die Akzeptanzbereitschaft der lokalen Bevölkerung, aber auch der Politik geschaffen werden. Bei aufgetretenen Schäden wird in bestimmten Fällen Ersatz geleistet. Die jeweilige Tierpopulation wird wissenschaftlich beobachtet und der Lebensraum wird eventuell den Bedürfnissen der Tiere angepasst. Als letzte Maßnahme bei nicht anders lösbaren Konflikten können Wildtiere auch umgesiedelt oder getötet werden.

## Schutz
Viele Wildtiere sind in ihrem Bestand gefährdet, im Siedlungsgebiet des Menschen sind viele Arten bereits ausgestorben oder verschwunden. Da vom Menschen unberührte Flächen stark abgenommen haben und wohl weiter abnehmen werden, sind Arten, die auf sie angewiesen sind (Kulturflüchter) grundsätzlich bedroht.
In Deutschland gibt es die „Verordnung zum Schutz wild lebender Tier- und Pflanzenarten“ (Bundesartenschutzverordnung), die den Schutz der Wildtiere regelt.
Der 1961 als World Wildlife Fund gegründete WWF (World Wide Fund for Nature) war eine der ersten Organisationen, die auf diese Gefährdung aufmerksam machten. Durch die Gründung von besonderen Schutzgebieten, anfangs ohne gesetzliche Rückendeckung, später durch Naturschutzgesetze geregelt, wurde es möglich, Rückzugsgebiete für die Wildtiere zu schaffen. Laut einem Bericht des WWF aus dem Jahr 2024 sind die weltweiten Wildtier-Populationen seit den 1970er-Jahren um durchschnittlich 73 Prozent geschrumpft.
Viele Wildtiere sind in ihrem Bestand gefährdet, im Siedlungsgebiet des Menschen sind viele Arten bereits ausgestorben oder verschwunden verdrängt worden.
Das Wildtiermonitoring des DJV (Deutscher Jagdverband) dient der Erfassung und Überwachung von Wildtierbeständen, mit dem Ziel, die natürlichen Lebensräume der Tiere zu schützen.

## Rechtliche Aspekte
Gemäß dem deutschen § 1 TierSchG gilt der Grundsatz, „aus der Verantwortung des Menschen für das Tier als Mitgeschöpf dessen Leben und Wohlbefinden zu schützen. Niemand darf einem Tier ohne vernünftigen Grund Schmerzen, Leiden oder Schäden zufügen.“
Der Umgang mit Wildtieren ist unter tierschutzrechtlichen Gesichtspunkten oft problematisch. Dazu zählt z. B. die Haltung von Wildtieren im Zoo oder Zirkus. Eine Überbeanspruchung der Tiere sowie eine unsachgemäße Haltung kann bei den Tieren Stress auslösen und ist deshalb unter Tierschutzaspekten kritisch zu sehen. Zunehmend werden Wildtiere auch zu Therapiezwecken eingesetzt (zum Beispiel Delfine), wobei hier neben den erwähnten tierschutzrechtlichen Maßgaben ebenfalls an sicherheitstechnische Aspekte im Rahmen einer möglichen Unfallgefahr gedacht werden muss.
Nach dem deutschen Zivilrecht sind Tiere zwar keine Sachen mehr, dennoch ist das Sachenrecht auf sie anwendbar, wenn nichts anderes bestimmt ist. Wilde Tiere sind demnach solche, die sich ihrer Art nach der Beherrschung durch den Menschen entziehen. Wenn sie sich in Freiheit befinden, sind wilde Tiere grundsätzlich herrenlos. Sofern sie keinem besonderen Aneignungsrecht (z. B. Jagdrecht) oder anderen Schutzvorschriften unterliegen, kann sie sich jedermann aneignen, sofern sie nicht nach Anlage 1 zur Bundesartenschutzverordnung geschützt sind. Auch ein gefangenes wildes Tier wird wieder herrenlos, sobald es die Freiheit wiedererlangt und vom Eigentümer nicht unverzüglich verfolgt wird. Ein gezähmtes Tier ist in Abgrenzung zum Haustier ein wildes Tier, das durch psychischen Druck vom Menschen derart gezähmt wurde, dass es die Gewohnheit angenommen hat, an einen vom Menschen bestimmten Ort immer wieder zurückzukehren. Gem. § 960 Abs. 3 BGB wird ein gezähmtes Tier herrenlos, wenn es diese Gewohnheit ablegt. Auch hier kann der Eigentümer den Eigentumsverlust abwenden, wenn er das Tier unverzüglich verfolgt.
Das Jagdrecht regelt die Jagd und den Besitz von sowie den Handel mit Wild und daraus gewonnenen Produkten, z. B. Wildbret.
Vom Tierschutz ist der Artenschutz zu unterscheiden. Während der Tierschutz die Bewahrung des einzelnen Individuums vor schädigenden Einflüssen beschreibt, ist der Artenschutz die Gesamtheit der Maßnahmen zum Schutz von Pflanzen- und Tierarten.